# Manuel Moreno Sánchez
Manuel Moreno Sánchez (11 de julio de 1908 - 25 de abril de 1993) fue un político y abogado mexicano, miembro del Partido Revolucionario Institucional. Llegó a ser diputado, senador y presidente de ambas cámaras. Posteriormente fundó el Partido Social Demócrata que lo postuló como candidato a presidente de México en 1982.

## Estudios
Manuel Moreno Sánchez realizó sus estudios básicos en su ciudad natal de Aguascalientes. Posteriormente estudió en la Escuela Nacional Preparatoria y en la Escuela Nacional de Jurisprudencia de la Universidad Nacional Autónoma de México. De la cual egresó con el título de abogado con una tesis acerca del amparo en 1932.
En la misma UNAM fue profesor de Derecho Internacional, directo de la Escuela Nacional de Artes Plásticas en 1936 y secretario del Instituto de Investigaciones Estéticas de 1936 a 1938. Además desempeñó la docencia en la Universidad Michoacana de San Nicolás de Hidalgo y en el Instituto de San Luis Potosí.

## Carrera política
Cuando estudiaba en la Escuela Nacional Preparatoria, Manuel Moreno Sánchez fue partidario y participó en la campaña presidencial de José Vasconcelos en las elecciones de 1929; en las cuales y de acuerdo a los resultados oficiales resultaría derrotado por el candidato del Partido Nacional Revolucionario, Pascual Ortiz Rubio. Sin embargo, Vasconcelos y sus partidarios denunciaron que la victoria de Ortiz Rubio fue producto de un fraude electoral.
Posteriormente fue juez del Supremo Tribunal de Justicia de Michoacán de 1933 a 1934, asesor del gobierno de San Luis Potosí en 1939 y magistrado del Supremo Tribunal de Justicia del Distrito Federal de 1940 a 1943.
En 1943 fue electo diputado federal a la XXXIX Legislatura de ese año al de 1946. Fue presidente de la Cámara de Diputado entre el 1 y el 30 de septiembre de 1943, correspondiéndole responder al Tercer Informe de Gobierno de Manuel Ávila Camacho.
De 1946 a 1952 fue Director Jurídico del Banco Nacional de Crédito Agrícola y Ganadero y en 1952 fue director de Tráfico del Departamento del Distrito Federal.
En 1958 fue electo Senador por el estado de Aguascalientes a las XLIX y XLV Legislaturas de ese año hasta 1964. Durante este periodo fue Presidente de la Gran Comisión del Senado.

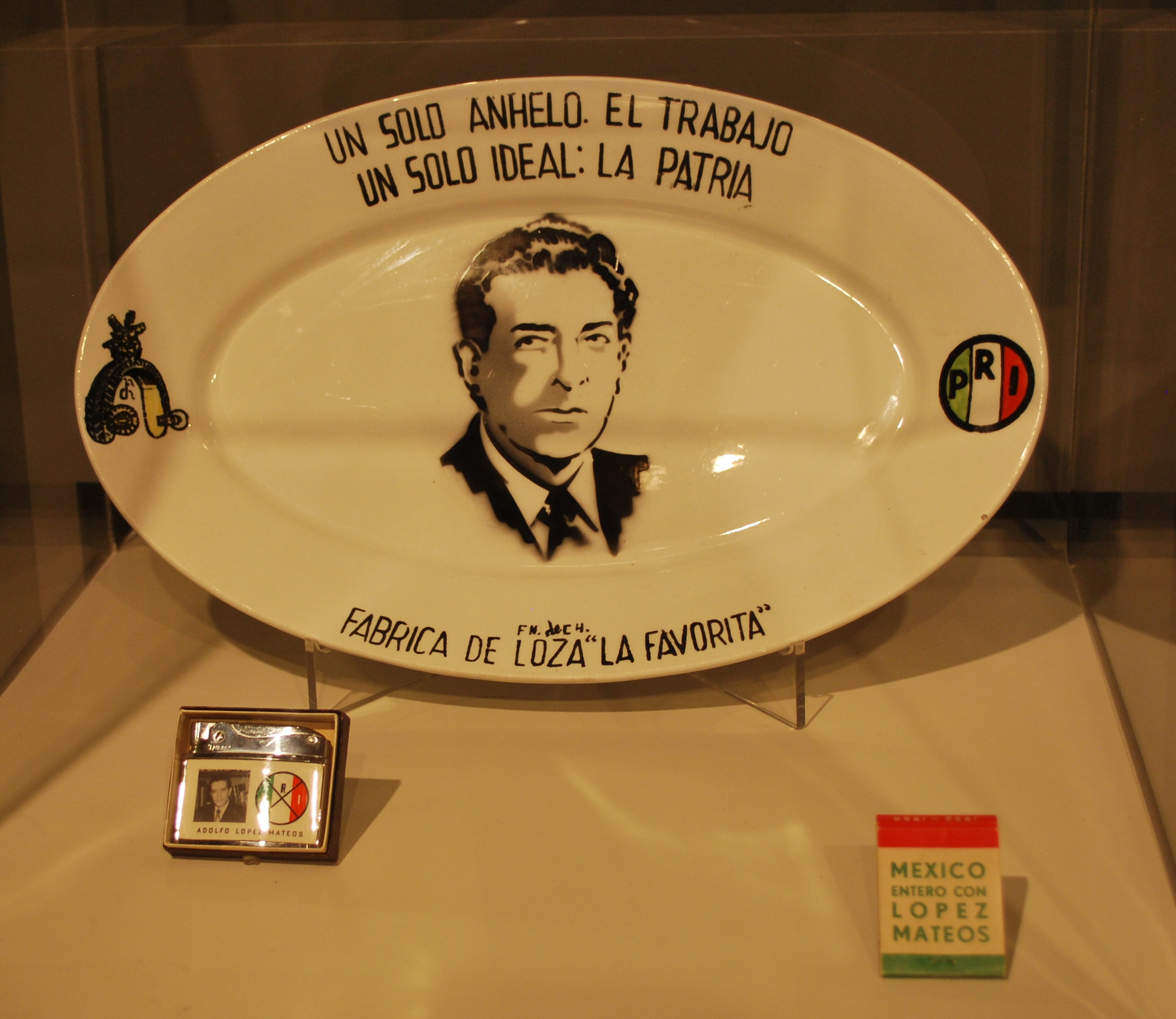
Propaganda de la campaña presidencial de Adolfo López Mateos; amigo cercano de Manuel Moreno Sánchez.

Desde su participación en la campaña vasconcelista, Manuel Moreno Sánchez fue un amigo muy cercano de Adolfo López Mateos. Durante su campaña presidencial en 1958 fue uno de sus principales oradores. Debido a su cercanía con López Mateos, fue considerado como uno de los principales aspirantes a la candidatura del PRI a la presidencia para sucederlo. Sin embargo, el postulado fue el entonces secretario de Gobernación, Gustavo Díaz Ordaz; quien era enemigo político de Moreno Sánchez. La postulación de Díaz Ordaz significó el fin de su carrera política dentro del PRI.
Enfrentado al gobierno de Gustavo Díaz Ordaz, tras los sucesos de matanza del 2 de octubre de 1968 se convirtió en uno de los principales críticos del régimen priista y que culminó con su renuncia al PRI en la siguiente década. A finales de la década de 1970 fundó y lideró el Partido Social Demócrata que como resultado de la reforma política de 1977 obtuvo registro en 1981.
En 1982 su partido lo postuló candidato a presidente de México en las elecciones de ese año en las que obtuvo 48 412 votos que equivalen el 0.21% de la votación total y en consecuencia el partido perdió su registro y desapareció formalmente. En 1986 apoyó el surgimiento de la Corriente Democrática del PRI, formada entre otros por Cuauhtémoc Cárdenas, Porfirio Muñoz Ledo, Ifigenia Martínez y Rodolfo González Guevara; considerándose en sus inicios, que estos podrían participar electoralmente postulados por el PSD.
Alejado de la actividad política, falleció el 25 de abril de 1993. Su hijo Héctor Moreno Toscano fue diputado federal, así como su hijo Octavio Moreno Toscano preservó el archivo familiar cinematográfico "Memorias de un mexicano", su hija Carmen Moreno Toscano es diplomática y funcionaria y su hija Alejandra Moreno Toscano es historiadora y ha fungido también como funcionaria.[cita requerida]